# France - Girondins de Bordeaux (Superleague Formula)
France - Girondins de Bordeaux Superleague Formula team est une équipe de Superleague Formula créée en 2010 par le club de football français des Girondins de Bordeaux pour courir la saison 2010 de la Superleague Formula. 
En 2011, le club représente la France en plus du club.

## Résultats en Superleague Formula

### Saison 2010
La Superleague Formula saison 2010 se partage en 12 étapes et rassemble 19 équipes. 

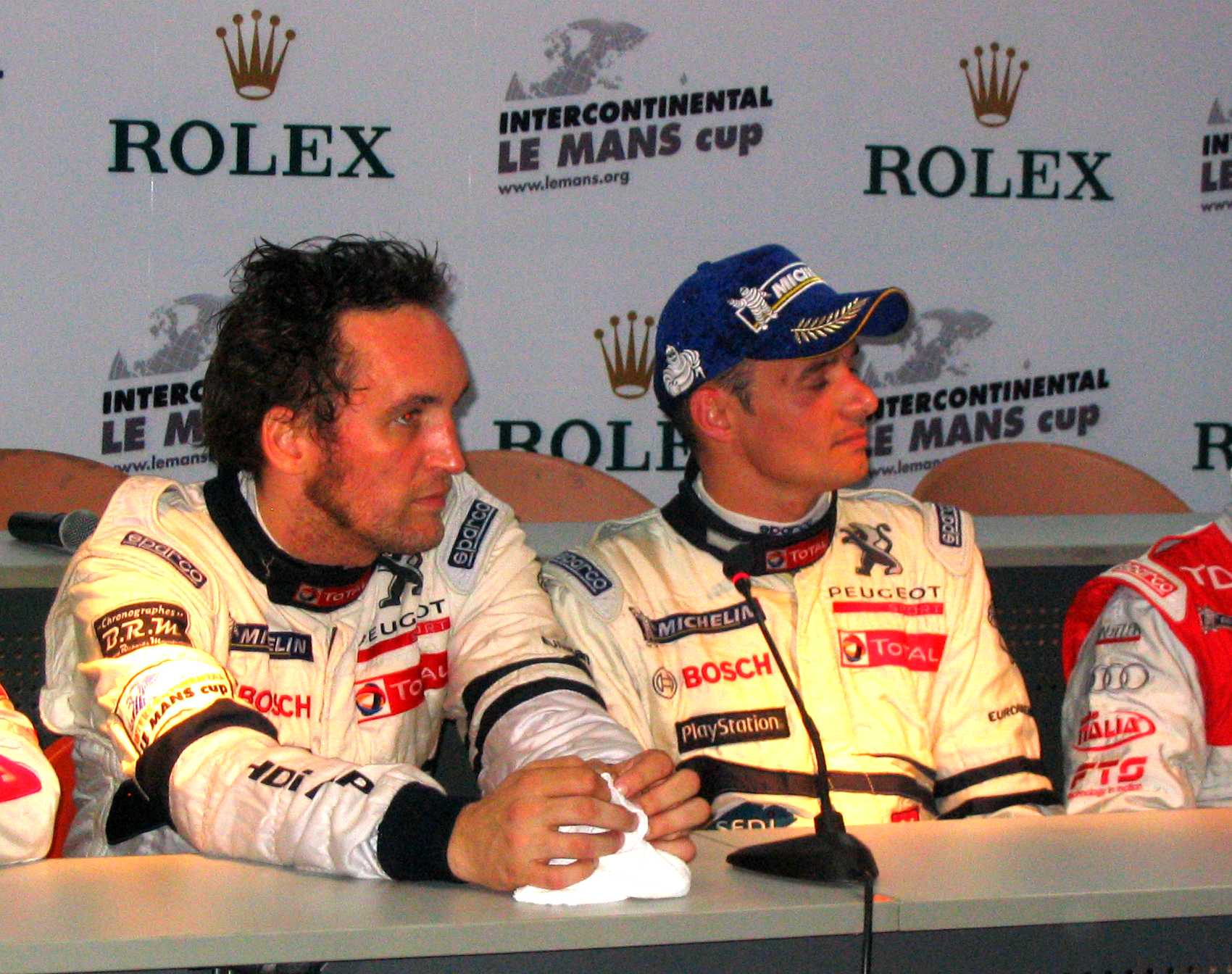
Premier pilote Franck Montagny (à gauche)

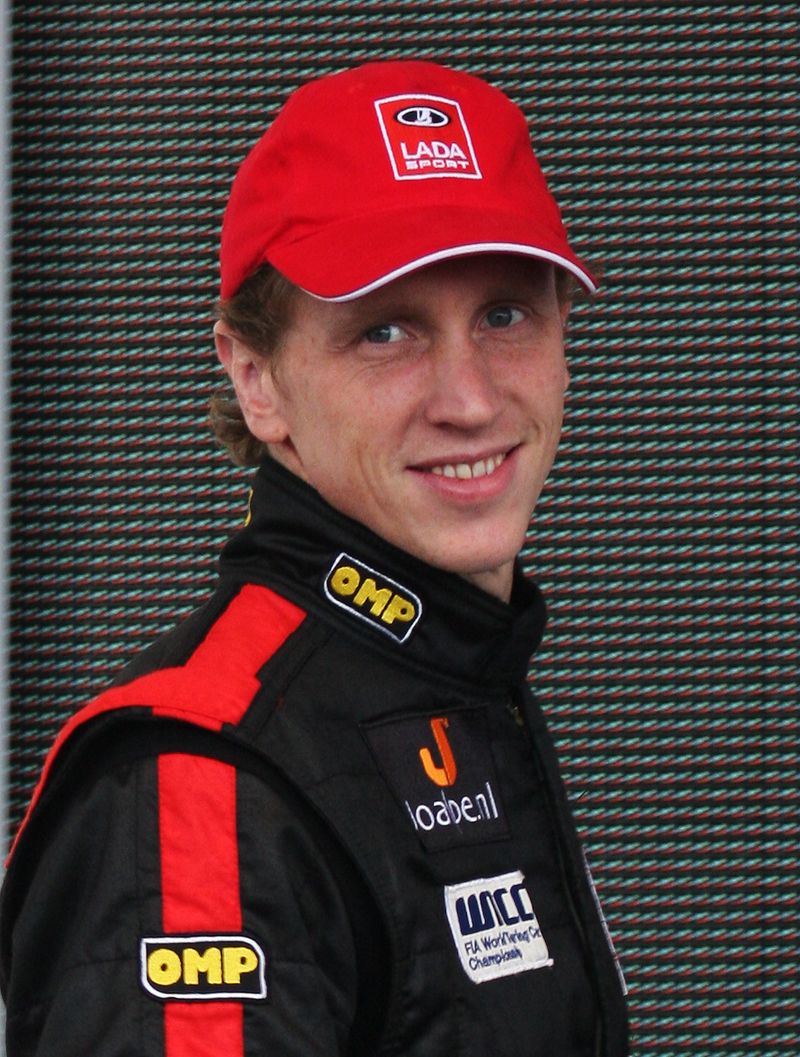
Second pilote Jaap Van Lagen

| Ecurie                                  | Moteur | Pneumatiques | Pilotes                                                   | GP disputés | Victoires | Points inscrits | Classement |
| --------------------------------------- | ------ | ------------ | --------------------------------------------------------- | ----------- | --------- | --------------- | ---------- |
| Barazi-Epsilon Drivex Azerti-Motorsport | V12    | Michelin     | Franck Montagny Jaap Van Lagen Celso Miguez Franck Perera | 6 1 3       | 1 0       | 372             | 11e        |

#### Tour 1:Royaume-Uni
La course a lieu les 3 et 4 avril 2010. Les Girondins terminent avant-derniers de leur poule de qualification. Ils ne participent qu'à la 2e course et finissent 8e.

#### Tour 2:Pays-Bas
La course a lieu les 15 et 16 mai 2010. Les Girondins terminent 2e de leur poule de qualification. Lors de la première course, ils terminent 14e. Lors de la seconde course, ils terminent 3e et signent leur premier podium de la saison.

#### Tour 3:France
La course a lieu les 22 et 23 mai 2010. Les Girondins terminent 7e de leur poule de qualification. Lors de la première course, ils terminent 10e. Lors de la seconde course, ils terminent 14e.

#### Tour 4:Espagne
La course a lieu les 19 et 20 juin 2010. Les Girondins terminent 6e de leur poule de qualification. Lors de la première course, ils terminent 16e. Lors de la seconde course, ils terminent premiers, signant leur première victoire de la saison.

#### Tour 5:Allemagne
La course a lieu les 26 et 27 juin 2010. Les Girondins terminent 16e de leur poule de qualification. Lors de la première course, ils terminent 15e. Lors de la seconde course, ils terminent 2e, signant leur deuxième podium de la saison.

#### Tour 6:Belgique
La course a lieu les 17 et 18 juillet 2010. Les Girondins terminent 12e de leur poule de qualification. Lors de la première course, ils terminent 12e. Lors de la seconde course, ils terminent 12e.

#### Tour 7:Royaume-Uni
La course a lieu le 31 juillet et le 1er août 2010. Les Girondins terminent 8e de leur poule de qualification. Lors de la première course, ils terminent 5e. Lors de la seconde course, ils terminent 14e.

#### Tour 8:Italie
Les Girondins ne participent pas à ce tour.

#### Tour 9:Portugal
La course a lieu les 18 et 19 septembre 2010. Les Girondins terminent 18e de leur poule de qualification. Ils ne finissent ni la première ni la deuxième course.

#### Tour 10:Chine
La course a lieu les 2 et 3 octobre 2010. Les Girondins terminent 3e de leur poule de qualification. Lors de la première course, ils terminent 7e. Lors de la seconde course, ils terminent 6e. Ils participent à la super finale et terminent 2e; 3e podium de la saison.

#### Tour 11:Chine
La course a lieu les 9 et 10 octobre 2010. Les Girondins terminent 5e de leur poule de qualification. Lors de la première course, ils terminent 2e. Lors de la seconde course, ils terminent 10e.

#### Tour 12:Espagne
La course a lieu les 23 et 24 octobre 2010. Les Girondins terminent 4e de leur poule de qualification. Lors de la première course, ils terminent 5e. Lors de la seconde course, ils terminent 9e. Ils participent à la super finale et terminent 5e.

### Saison2011

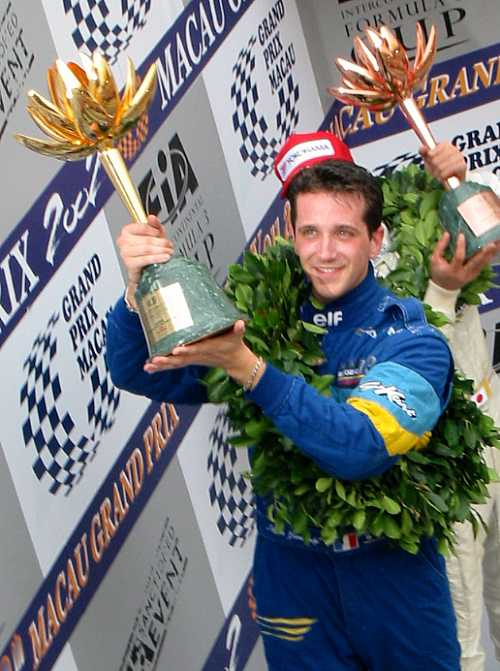
Tristan Gommendy en 2011

| Ecurie            | Moteur | Pneumatiques | Pilotes          | GP disputés | Victoires | Points inscrits | Classement |
| ----------------- | ------ | ------------ | ---------------- | ----------- | --------- | --------------- | ---------- |
| Azerti-Motorsport | V12    | Michelin     | Tristan Gommendy | 1           | 0         | 46              | 10e        |

#### GP de Hollande
La course a lieu les 4 et 5 juin 2011.

Lors des séances qualificatives qui se sont déroulées le 4 juin Tristan Gommendy a terminé premier avec un temps de 1 min 26 s 313. Il partira en pole position lors de la course no 1 le samedi 5 juin. En raison d'un problème technique Tristan Gommendy n'a pu finir la course 1; il partira néanmoins pour la course 2, où il terminera à la 4e place et ne sera pas qualifié pour la super finale.

À la suite de ce grand-prix, il gagne 46 points et se classe à la 10e place sur 14 participants.

#### GP de Belgique
La course a eu lieu les 6 et 7 juillet 2011.
Ils finissent 13e des qualifications, 14e de la course 1 et 11e de la course 2, et ne participe pas à la finale. Il remporte 16 points pour un total de 52.